# 拜託了☆雙子星
《拜托了☆双子星》（日语：おねがい☆ツインズ）是一部日本动画作品，是《拜托了☆老师》的续篇。

## 人物介紹
神城麻郁（配音：浪川大輔）
本篇男主人公。16歲的高校一年級學生。在孤兒院長大，靠編程打工維持生活。性格成熟，感覺上有點酷。
宮藤深衣奈（配音：中原麻衣）
本篇女主人公之一。16歲的高校一年級學生。同樣在孤兒院長大，性格卻很活潑、開朗，戀愛同盟的發起者（第六集）。
小野寺樺戀（配音：清水愛）
本篇女主人公之一。16歲的高校一年級學生。感覺上她對男人免疫力很弱，很容易暈倒。
織部椿（配音：根谷美智子）
麻郁的前輩二年級學生，擔任學生會副會長職務。高中一年級跟在準備考試來高中的康生偶然遇見，在和不知人生該如何前進的康生的交談中她告訢康生應該繼續上學，於是就開始交往還約會了好幾回但有一次發生了一件事（請看第八集）她跟康生疏遠了，在認識了麻郁後喜歡上他，但在第八集跟莓談完後面前自己的感情跟康生和好再次交往。
島崎康生（配音：鈴村健一）
相貌長得很帥的麻郁的同班同學。有點BL傾向，但實際上是因為半年前在準備考試來高中的時候跟椿偶然遇見，在和不知人生該如何前進的他的交談中椿告訴他應該繼續上學，於是就開始交往，還約會了好幾回，但有一次發生了一件事（請看第八集）椿跟疏遠了，因此想壓抑自己對女性的興趣，把麻郁當成了比朋友更進一步的朋友，但後來跟椿和好了再次交往。
風見瑞穗（配音：井上喜久子）
《拜託了老師》的女主人公。宇宙人。麻郁所在學校的老師，後來和草薙桂結婚。
草薙桂（配音：保志總一朗）
《拜託了老師》的男主人公。麻郁的前輩三年級學生，風見瑞穗的老公。因患有停滯病停滯三年，目前年齡20歲。
森野莓（配音：田村由香里）
學生會會長，三年級學生，跟草薙桂一樣患有停滯病的女孩。停滯六年，目前年齡23歲。
四道跨（配音：三浦祥朗）
晴子的哥哥，三年級學生。長相一般。
四道晴子（配音：新谷良子）
四道跨的妹妹。天真爛漫而且很可愛。

## 戀愛同盟
在第6話，知道彼此對麻郁戀愛的深衣奈和樺木戀愛結成的同盟。
同盟規章
1. 在弄清楚哪一個是麻郁的親人之前都不能跟麻郁告白。
2. 當得知自己和麻郁是親人後要馬上報告
3. 是親人的一方要幫助另一方和麻郁戀愛
4. 雙方合力不讓其他女孩子接近麻郁
5. 我們要待在神城麻郁的身邊

## 製作群
- 企畫、原作：Please!
- 監督：井出安軌
- 劇本：黑田洋介
- 人物原案：羽音たらく
- 人物原案協力：古美明
- 人物設計：合田浩章
- 機械設定：渡邊義弘
- 美術基本設定：須江信人
- 美術監督：佐藤豪志
- 色彩設計：澀圭子
- 數位處理：田中恒嗣
- 音響監督：菊田浩巳
- 音響製作：樂音舍
- 音樂：feel／細井總司（hosplug）／ZIZZ produced by Aifmade+
- 音樂製作人：井上俊次
- 音樂製作：Lantis
- 製作人：森本浩二、安西武
- 共同製作人：大澤信博
- 動畫製作：童夢
- 製作協助：Genco
- 製作：Bandai Visual

## 主題曲
- 片頭曲：「Second Flight」

作詞：KOTOKO；作曲：高瀨一矢；編曲：高瀨一矢、中澤伴行；演唱：KOTOKO&佐藤裕美
- 片尾曲：「明日への涙」

作詞：KOTOKO；作曲、編曲：中澤伴行；演唱：川田まみ

## 各集標題
| 集数 | 標題（中文翻譯）    | 標題（日文原文）       |
| ---- | ------------------- | ---------------------- |
| 01   | 雙胞胎竟然有三個人? | 双子が3人?             |
| 02   | 也許是親人          | 肉親かもしれない       |
| 03   | 也許是外人          | 他人かもしれない       |
| 04   | 溫柔待你            | きみにやさしく         |
| 05   | 你喜歡女孩子嗎？    | 女の子は好きですか?    |
| 06   | 戀愛同盟            | 恋愛同盟               |
| 07   | 製作回憶            | おもいでづくり         |
| 08   | 戀愛要坦率          | 恋は素直に             |
| 09   | 不要偷跑            | ぬけがけしないで       |
| 10   | 想再奔跑            | もういちど走りたい     |
| 11   | 想告訴你我喜歡你    | あなたに好きと伝えたい |
| 12   | 三人雙胞胎          | 3人でツインズ          |
| 13   | 永遠的夏天          | 夏は終わらない         |

## 相關項目
- 星空的邂逅 - 系列第一作
- 在那個夏天等待 - 系列第三作